# Тевлинско-Русскинское нефтяное месторождение
Тевлинско-Русскинское — крупное нефтяное месторождение в России. Расположено в Сургутском районе Ханты-Мансийского автономного округа, в 88 км к северу от г. Сургут. Открыто в 1981 году. Освоение началось в 1986 году.
Запасы нефти 1,5 млрд тонн. Плотность нефти составляет 0,850 г/см3 или 34° API. Содержание серы составляет 1,04 %.
Месторождение относится к Западно-Сибирской провинции.
Оператором месторождения является российская нефтяная компания Лукойл. Добыча нефти на месторождении в 2007 г. — составила 9,486 млн тонн. Тевлинско-Русскинское нефтяное месторождение является крупнейшим месторождением нефтяной компании Лукойл в России по объемам добычи.